# Polittico di Santa Chiara

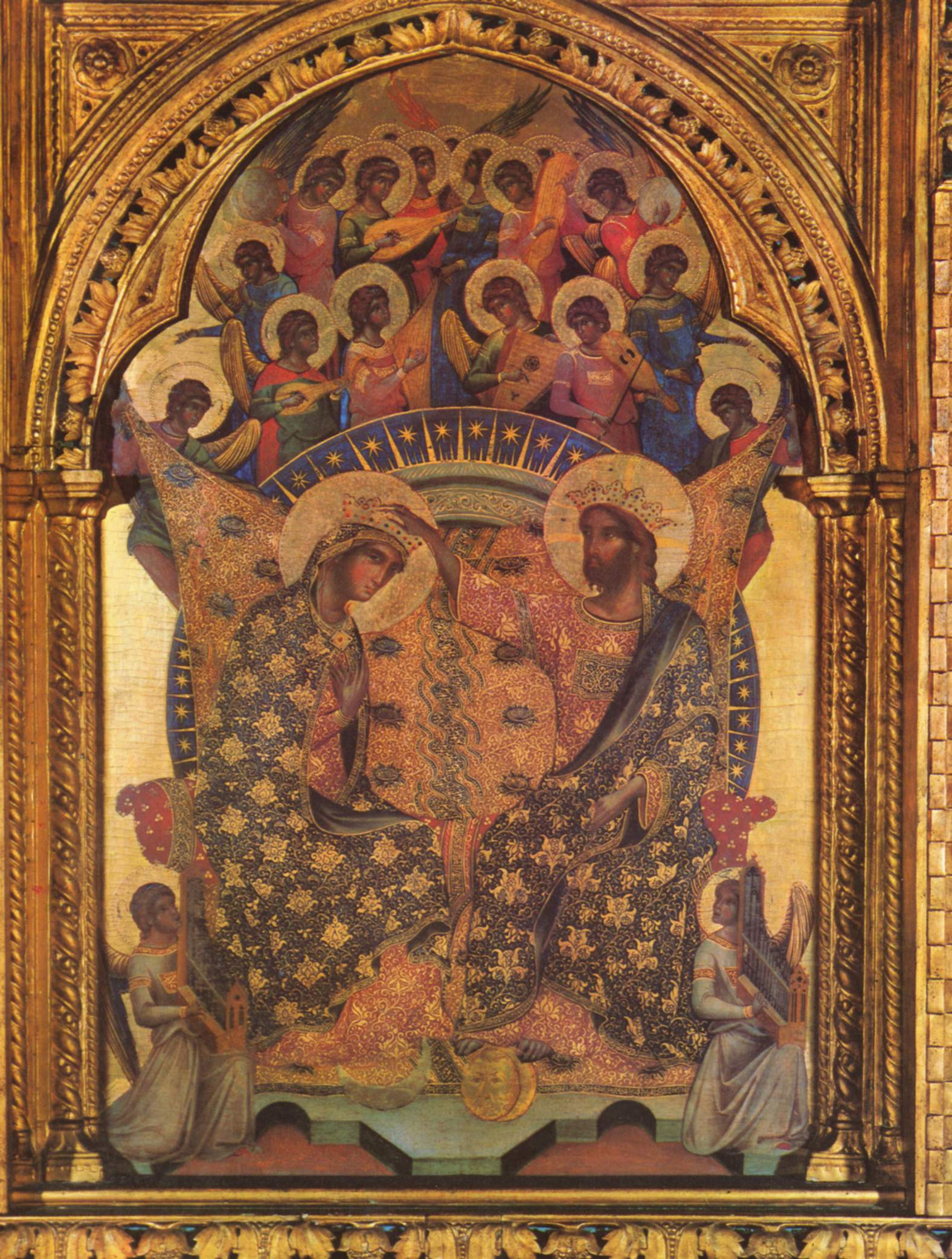
La parte centrale

Il Polittico di Santa Chiara (Polittico dell'Incoronazione della Vergine con storie di Cristo e di san Francesco) è un dipinto a tempera e oro su tavola (167x285 cm) di Paolo Veneziano, databile al 1350 circa e conservato nelle Gallerie dell'Accademia di Venezia.

## Storia
Il polittico proviene dalla chiesa di Santa Chiara a Venezia. Smembrato all'epoca delle soppressioni, il pannello centrale fu inviato nel 1808 a Brera, pensandolo erroneamente non pertinente e sostituendolo con un'Incoronazione di Stefano di Sant'Agnese. L'equivoco venne chiarito molto tempo dopo, riassemblando l'opera solo nel 1950. 

## Descrizione
Il polittico è composti di ventuno scomparti. Al centro l'Incoronazione della Vergine (98x63 cm) ambientata in un paradiso affollato d'angeli musicanti. I due registri principali mostrano le Storie della vita di Cristo, ciascuna misurante 40x94 cm. Si leggono prima a sinistra (prima e seconda fila), poi a destra:
- Natività e adorazione dei Magi
- Battesimo di Cristo
- Ultima Cena
- Cattura di Cristo
- Andata al Calvario
- Crocifissione
- Resurrezione
- Ascensione

Le storie proseguono nel coronamento, con tre tavolette per parte (26x19 cm) intervallate dalle figure degli Evangelisti a figura intera (23x7 cm); alle storie dopo la venuta di Cristo si intrecciano, in piena continuità, quelle di san Francesco di santa Chiara d'Assisi:
- Pentecoste
- Vestizione di santa Chiara
- San Francesco che rende gli abiti al padre
- Stimmate di san Francesco
- Morte di san Francesco (nella piccola monaca inginocchiata è forse da riconoscere la committente)
- Cristo giudice

Sopra la tavola principale si trovano poi due cuspidi con le figure di Isaia e Daniele (30x16 cm ciascuna).

## Stile
L'evidente matrice bizantina del polittico è arricchita da influssi giotteschi, che animano alcune scene, specialmente quelle francescane di nuova, recente iconografia. La discrepanza è particolarmente evidente tra la parte centrale, ancora rigidamente bizantina, improntata a un sontuoso decorativismo nei motivi delle stoffe dorate, e le scene laterali, più narrative e occidentaleggianti.